# 东四二条
东四头条是位于中国北京市东城区中部的一条东西走向的胡同，西起东四北大街后北折至东四三条。

## 历史
东四二条在明朝属思诚坊，洪武十一年（1378年），设忠义前卫驻思城坊二条胡同（东四二条），清朝为正白旗属地，现属东四街道。初名二条胡同，1949年后改称东四二条，文化大革命中改称红日路二条，后恢复原名。1969年因建设中华人民共和国外交部办公大楼，胡同分割为东西互不通行的两部分，东半部分划归朝阳门内大街。